# Frau Ella
Pour plus de détails, voir Fiche technique et Distribution.
Frau Ella (en français, Mme Ella) est un film allemand réalisé par Markus Goller, sorti en 2013.
Bien qu'une partie du film soit tourné dans le Finistère (Quimper, Pont-Croix, la pointe du Van, la pointe du Toulinguet), le film n'a jamais été diffusé en France.

## Synopsis
Sascha est un ancien étudiant en médecine et chauffeur de taxi à Berlin. Quand il apprend de sa petite amie Lina qu'elle est enceinte de lui, il perd ses repères puis a un accident. À l'hôpital, il rencontre Ella Freitag, 87 ans, qui doit subir une chirurgie oculaire. Quand Sascha apprend ses antécédents médicaux et que l'intervention a peu de bénéfices et un trop grand risque, il l'enlève de l'hôpital.
À la maison, Mme Ella, comme l'appelle Sascha, voit la séparation de Lina et Sascha. La police recherche Sascha pour l'enlèvement, il veut la ramener à l'hôpital, mais Mme Ella refuse. Au lieu de cela, ils voyagent avec le colocataire de Sascha, Klaus, dans les faubourgs de Berlin, dans un hôpital abandonné. Ici, après la Seconde Guerre mondiale, Mme Ella a eu une relation avec un soldat américain nommé Jason.
Sascha découvre que Jason a vécu à Paris et veut organiser une réunion. Les trois décident de partir à Paris. Ici, ils entendent que Jason a déménagé. Ils découvrent la nouvelle adresse, une maison de retraite sur la côte bretonne. Peu de temps après Paris, la voiture de Klaus tombe en panne. Pendant le temps de réparation, Klaus entreprend une promenade en moto avec Mme Ella. Cela conduit à la dispute entre Klaus et Sascha, qui sera bientôt réglée.
Pendant ce temps, Mme Ella va à la résidence de Jason. Là, elle rencontre Anna, la fille de Jason, qui lui dit que Jason est mort l'année dernière. Après une courte période de deuil, Ella revient à Berlin avec Sascha et Klaus. Juste après son arrivée, Ella remercie Sascha pour le bon temps et meurt. Sasha se réconcilie finalement avec Lina.

## Fiche technique
- Titre : Frau Ella
- Réalisation : Markus Goller assisté de Walter Bednarik et de Tina Rexilius
- Scénario : Dirk Ahner (de)
- Musique : Martin Todsharow
- Direction artistique : Christian Eisele
- Costumes : Janne Birck
- Photographie : Ueli Steiger (de)
- Son : Benjamin Krüger
- Montage : Simon Gstöttmayr
- Production : Marco Beckmann, Dan Maag (de), Matthias Schweighöfer
- Société de production : Cactus Films, Pantaleon Film
- Société de distribution : Warner Bros.
- Pays d'origine :  Allemagne
- Langue : allemand
- Format : Couleur - 2,35:1 - Dolby - 35 mm
- Genre : Comédie
- Durée : 105 minutes
- Dates de sortie :
  -  Allemagne : 17 octobre 2013.

## Distribution
- Matthias Schweighöfer : Sascha
- Ruth Maria Kubitschek : Frau Ella
- August Diehl : Klaus
- Anna Bederke : Lina
- Anatole Taubman : Rudolph
- Anna Thalbach : Sœur Erika
- Luc Feit : Kalle
- Marleen Lohse (de) : Marie

## Box-Office
Le long métrage enregistre à la fin du premier week-end de projection environ 210 000 spectateurs en Allemagne et dépasse Gravity d'Alfonso Cuarón, sorti deux semaines auparavant.
En 2013, on compte 1 227 898 spectateurs, ce qui en fait le 25e film le plus vu de l'année en Allemagne.

## Récompenses
- 2014 : Jupiter pour Ruth Maria Kubitschek dans la catégorie Meilleure actrice allemande.

## Source de la traduction
- (de) Cet article est partiellement ou en totalité issu de l’article de Wikipédia en allemand intitulé « Frau Ella » (voir la liste des auteurs).